# Tempel (Lansingerland)
Pour les articles homonymes, voir Tempel.
Tempel est une ancienne commune néerlandaise de la Hollande-Méridionale.
Tempel a été érigé en commune le 1er avril 1817 par démembrement de la commune de Pijnacker. Le 15 août 1855 la commune fut supprimée et rattachée à Berkel en Rodenrijs. De nos jours, le territoire de la commune fait partie de la commune de Lansingerland. Lorsque Tempel était rattaché à Pijnacker, de 1812 à 1817, le village en formait une exclave, complètement enclavée dans la commune de Berkel en Rodenrijs.
En 1840, la commune de Tempel ne comptait aucun habitant. Lors de son rattachement à Berkel en Rodenrijs en 1855, la commune était également dépourvue de bâtiments.